# Raquel Meller
Pour les articles homonymes, voir Meller.

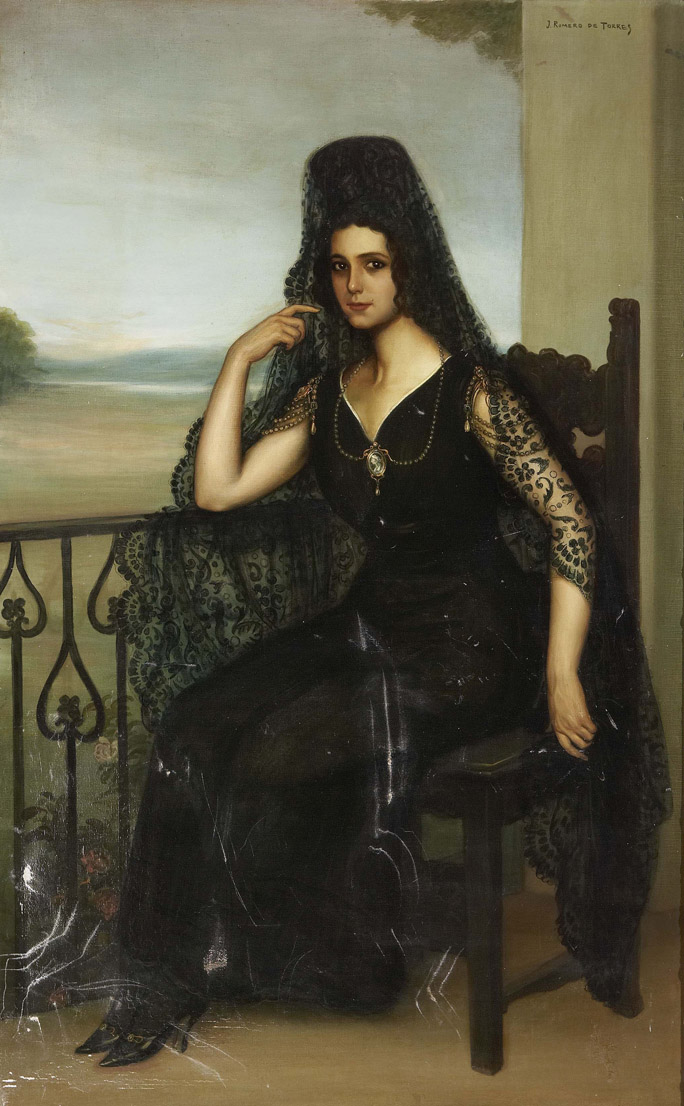
Raquel Meller par Julio Romero de Torres

Raquel Meller, née Francisca Romana Marqués López à Tarazona le 9 mars 1888 et morte le 26 juillet 1962 à Barcelone, est une chanteuse et actrice de cinéma espagnole. 
Elle est considérée comme l'une des plus grandes figures du music-hall parisien de 1919 à 1937, tête d'affiche de l'Olympia, l'Alhambra et surtout ayant fait des revues au Casino de Paris et au Palace.

## Biographie
Francisca Romana Marques Lopez est née en Espagne à Tarazone, dans la province de Saragosse, le 9 mars 1888, au 6 de la rue Angosta de San Atilano. Dès 1892, elle émigre avec ses parents à Barcelone en pleine croissance économique grâce à l'exposition universelle. Après une enfance pauvre et malheureuse, elle est engagée à Valence dans un cabaret chantant à l'âge de 13 ans. Elle trouve un engagement à Madrid, à La Gran Pena, en tant que chanteuse et danseuse. À partir de 1913, elle se fait remarquer et commence à choisir ses chansons et les plus grands auteurs. La création par Raquel Meller de "El Relicario" en 1914 a fait de cette chanson de Padilla, Castellví et Oliveros un succès international. 
Sa carrière discographique débute chez Odeon. Elle leur restera fidèle pendant 35 années, exception fait de l'enregistrement de 12 titres pour la compagnie Gramophone en 1915-1916. 
En 1915, elle travaille avec la danseuse Carmen Tórtola Valencia à Barcelone. 
En 1917, elle rencontre le journaliste et diplomate guatémaltèque Enrique Gómez Carrillo, qu'elle épousera deux ans plus tard. Le mariage n'a duré que jusqu'en 1922.
Elle est engagée le 2 janvier 1920 par Paul Franck, directeur de l'Olympia, dans un décor commandé à Léonard Sarlins. Elle est présentée par Fernand Nozière. Elle rencontre la célébrité. Elle voyage, vit de palace en palace. Elle se forge une réputation de capricieuse. Louis Verneuil la décrit ainsi : Elle avait des toilettes somptueuses ; elle faisait sa première apparition à Paris dans cet étonnant répertoire durant lequel elle changeait de costume pour chaque chanson et dont les "clous" étaient "La Violetera" et "El Relicario". Pendant une heure, elle chantait uniquement en espagnol sans même annoncer les titres de ses chansons en français et, par la grâce de son art, ravissait le public qui ne comprenait pas un mot de ce qu'elle disait.
Toujours en 1920, elle chante à Londres puis repart en Espagne tourner son premier film La gitane blanche. En 1922, elle tient le premier rôle dans une grande fresque historique Les opprimés et continuera avec Violettes impériales, La terre promise, Carmen, La ronde de nuit, films tous muets. Elle monte sur les scènes du Bataclan en 1922, au Palace en 1923, dans la revue Luxe de Paris en 1928. Elle se représente en 1929 dans Paris Madrid, dans La Revue de la femme en 1930 puis en 1933 à Bobino et au Théâtre de l'Étoile, en 1936 à l'Européen puis à l'ABC. Mais sa carrière a des hauts et des bas. Elle a de nombreuses rivales, notamment Sara Montiel.
Raquel Meller se retrouve seule et à moitié oubliée à Barcelone. Peu de temps après la première des films El Último Cuplé (1957) et La violetera (1958), avec Sara Montiel, elle tente de retrouver sa renommée de star, mais échoue, car personne ne se souvient d'elle. Elle quitte définitivement la scène en 1958. 
En 1962, très malade, elle entre à l'hôpital "Cruz Roja" de Barcelone où elle meurt le 26 juillet. Elle repose au cimetière de Montjuic. Elle n'a jamais eu d'enfants, mais elle en a adopté deux.

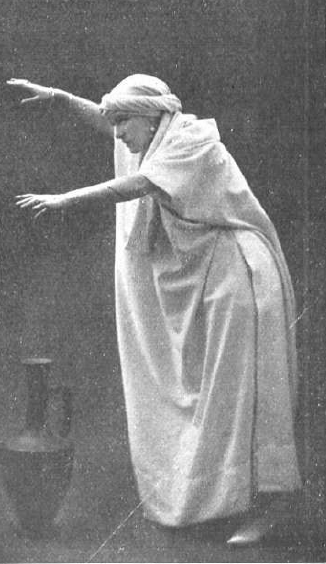
Raquel Meller en 1913 au Teatro Romea de Madrid.
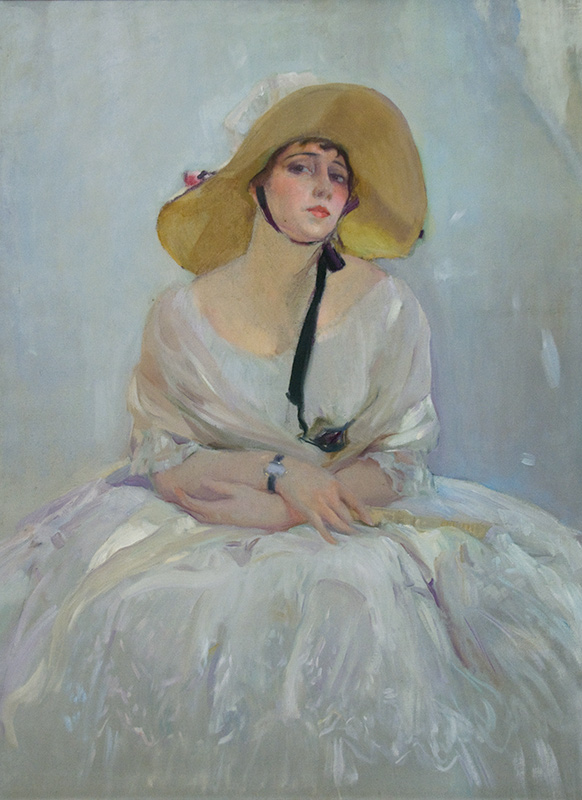
Portrait de Raquel Meller par Joaquín Sorolla en 1918.
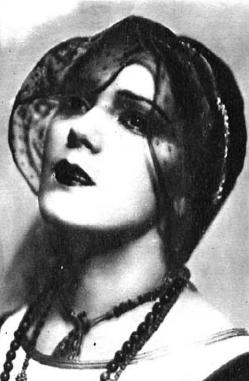
Raquel Meller en 1929.

## Music-Hall
- 1928 : Le Luxe de Paris, revue de  Léo Lelièvre, Henri Varna et Fernand Rouvray, au Palace[7],[8],[9],[10].

## Filmographie
- 1919 : Les Arlequins de soie et d'or (Los arlequines de seda y oro) de Ricardo de Baños
- 1919 : La Gitane blanche (La gitana blanca) de Ricardo de Baños
- 1923 : Les Opprimés
- 1924 : Violettes impériales d'Henry Roussell : Violetta
- 1925 : La Terre promise d'Henry Roussel : Lia
- 1926 : La Ronde de nuit
- 1926 : Carmen de Jacques Feyder : Carmen
- 1927 : Chanson triste
- 1928 : La venenosa de Roger Lion
- 1932 : Violettes impériales d'Henry Roussell : Violetta

## Théâtre
- 1932 : Une jeune fille espagnole de Maurice Rostand, mise en scène Harry Baur, théâtre Sarah-Bernhardt

## Source
- Livret du Cd Raquel Meller, Collection Succès et raretés, 1926-1932, chez Chansophone.